# 필리프 레나르트
필리프 에두아르트 안톤 폰 레나르트(독일어: Philipp Eduard Anton von Lenard, 헝가리어: Lénárd Fülöp Ede Antal 레나르드 퓔뢰프 에데 언털[*], 1862년 6월 7일 ~ 1947년 5월 20일)은 헝가리 출신 독일 물리학자이다. 음극선에 대한 연구의 공로로 1905년 노벨 물리학상을 수상했다. 1920년대 이후 나치 독일에서 요하네스 슈타르크와 함께 인종차별주의, 반유대주의적 성향의 도이치 물리학의 선봉에 섰다.

## 같이 보기
- 자전관